# Les Princesses des neiges
Pour plus de détails, voir Fiche technique et Distribution.
Les Princesses des neiges (titre original: The Mistle-Tones) est un téléfilm de Noël américain réalisé par Paul Hoen, produit par ABC et diffusé le 9 décembre 2012, sur la chaine ABC.
Il obtient une première diffusion française le 1er janvier 2016 sur M6.

## Synopsis
Holly rêve d'intégrer le groupe de chant de sa défunte mère : Les Princesses des neiges et de chanter au centre commercial. Mais lorsqu'elle passe l'audition, elle est recalée par sa rivale Marcy. Elle décide donc de créer son propre groupe de chant et recrute par ce biais, ces collègues de travail. Vont-ils arriver à battre les Princesses des neiges dont ils sont les concurrents ?

## Distribution
- Tia Mowry (VF : Julie Turin) : Holly
- Tori Spelling (VF : Laura Blanc) : Marci
- Jonathan Patrick Moore (VF : Benjamin Pascal) : Nick Anderson
- Andy Gala (VF : Brice Ournac) : AJ
- Megan Kathleen Duffy (VF : Edwige Lemoine) : Bernie
- Jason Rogel (VF : Olivier Podesta) : Larry
- Tammy Townsend (VF : Patricia Legrand) : Grace
- Reginald VelJohnson : le père de Holly

- Version française
  - Société de doublage : Dubbing Brothers[3]
  - Direction artistique : Laurence Sacquet
  - Adaptation des dialogues : Lucie Astagneau

## Accueil
Aux États-Unis, le téléfilm est un succès avec plus de 3,16 millions de téléspectateurs,.